# آبشار تاور
آبشار تاور (به انگلیسی: Tower Fall) آبشاری است که در کشور ایالات متحده آمریکا واقع شده‌است و بلندترین ریزشگاه آن ۴۰ متر ارتفاع دارد. حوضهٔ آبریز این آبشار، رود تاور است.

## نگارخانه

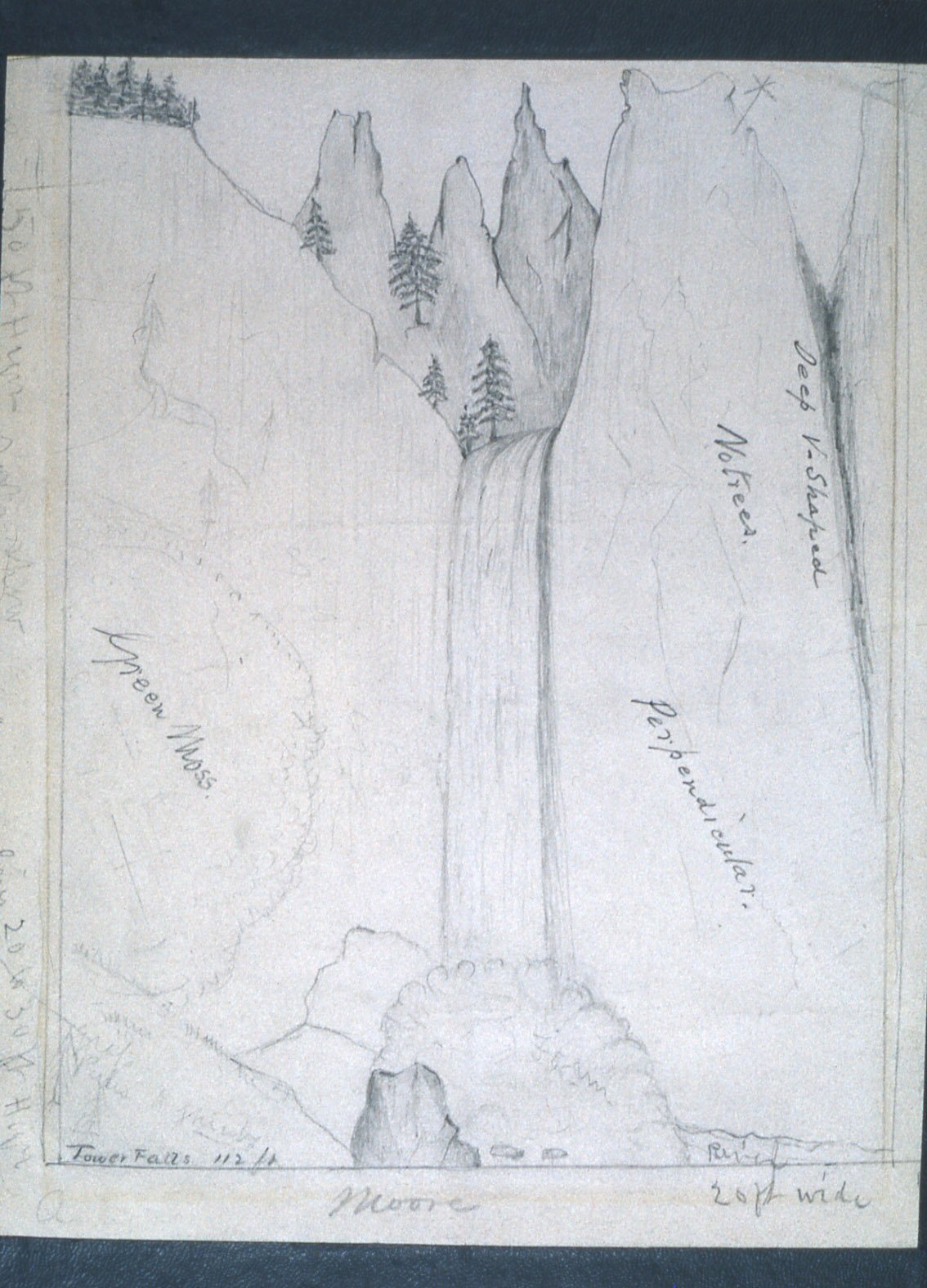
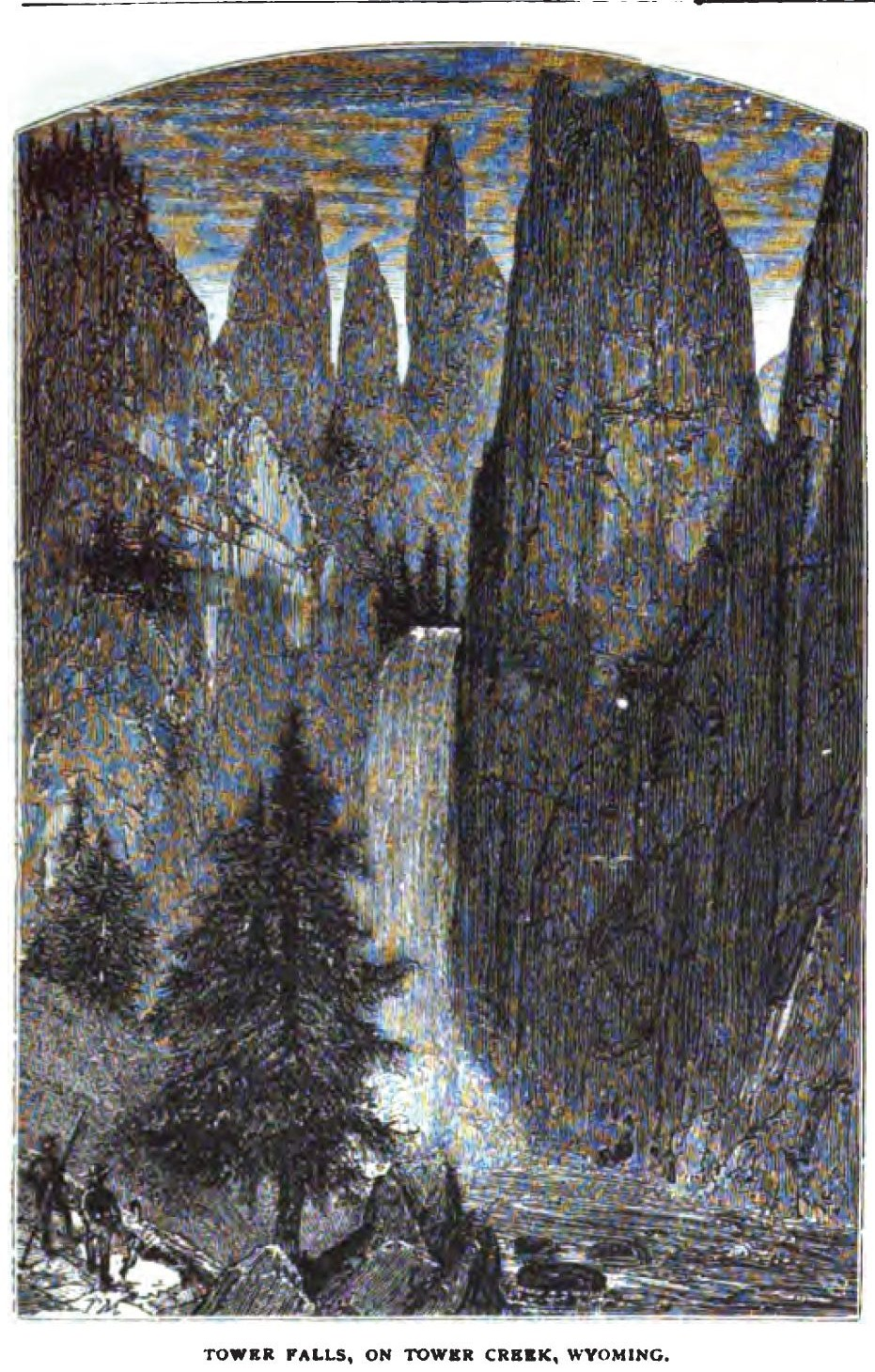
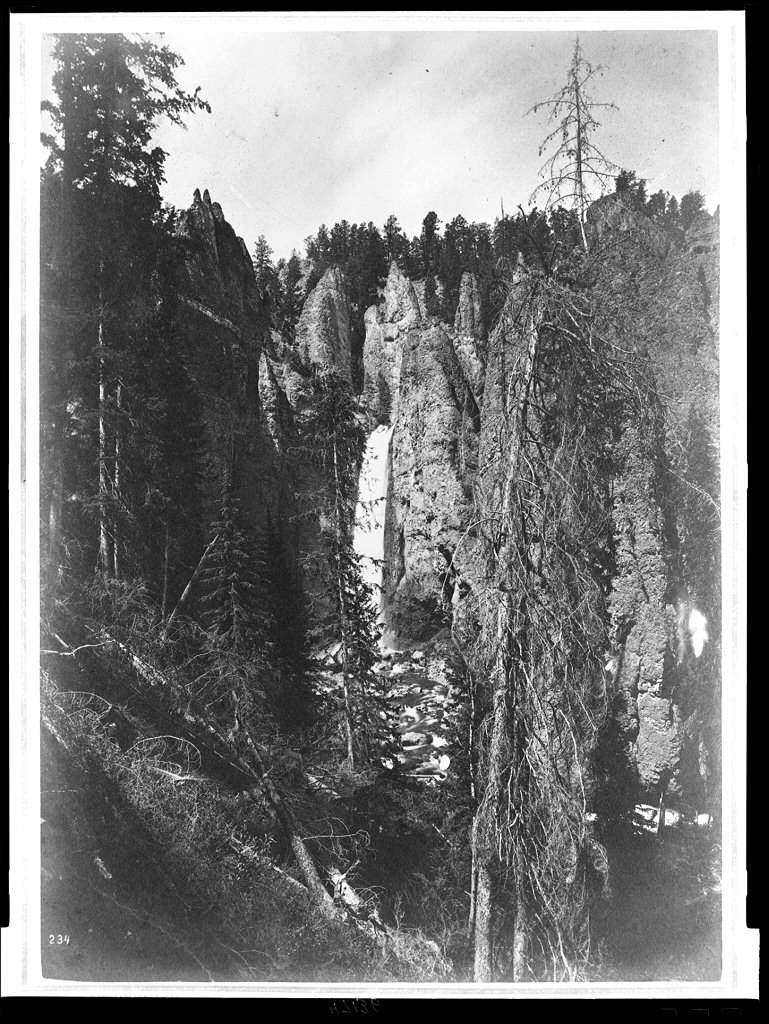
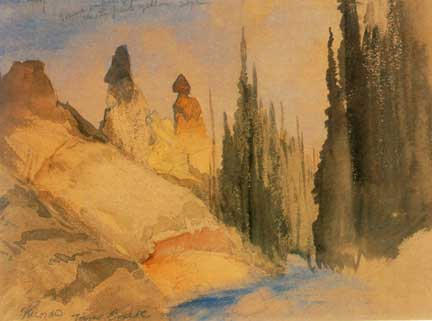
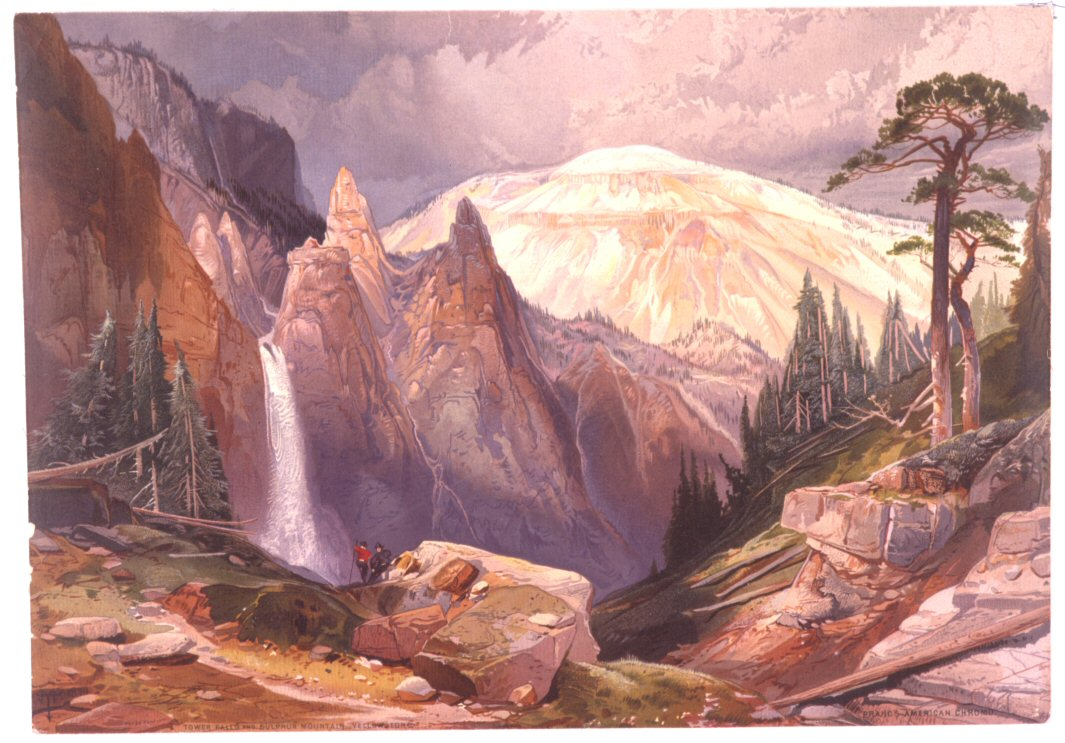
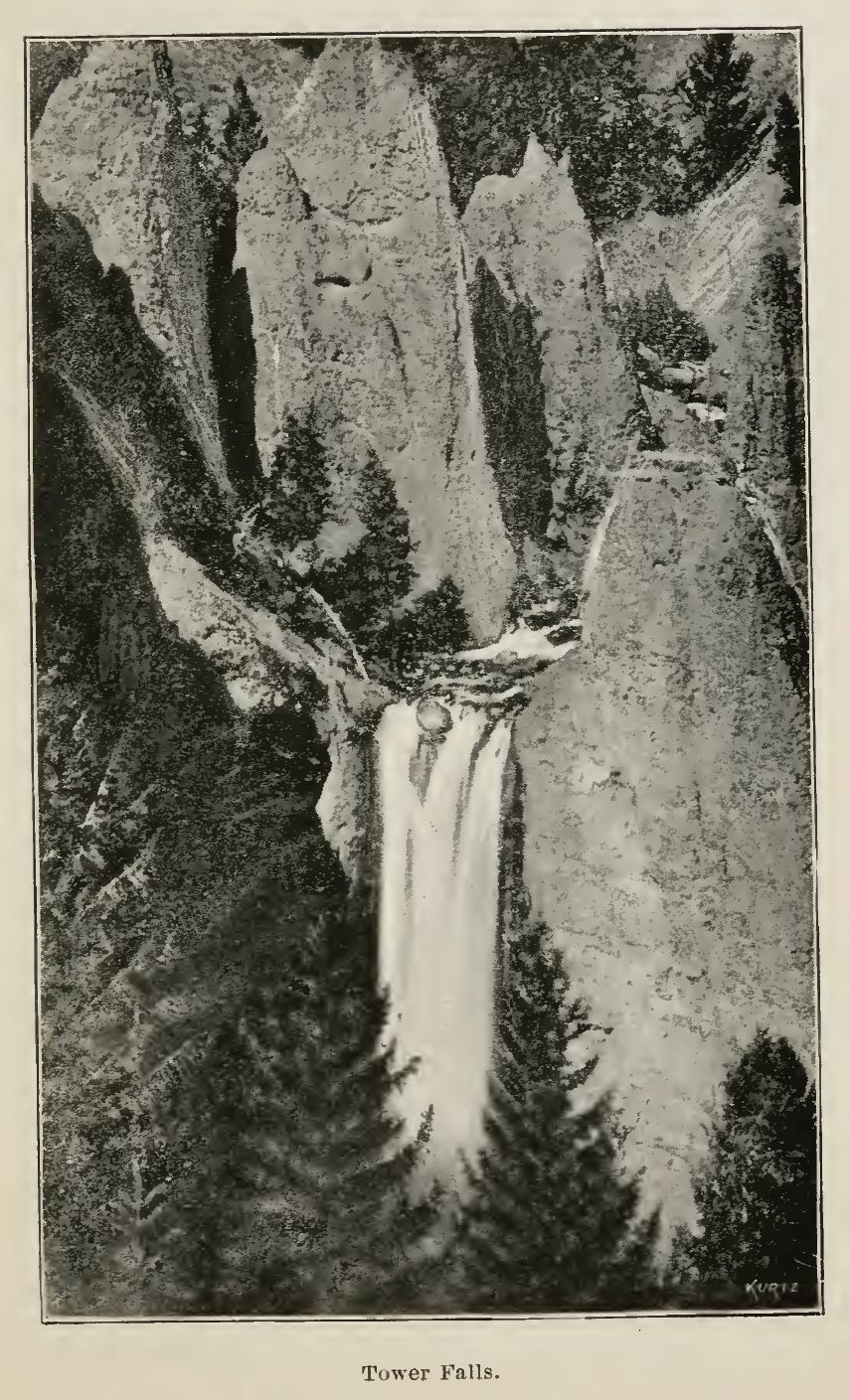
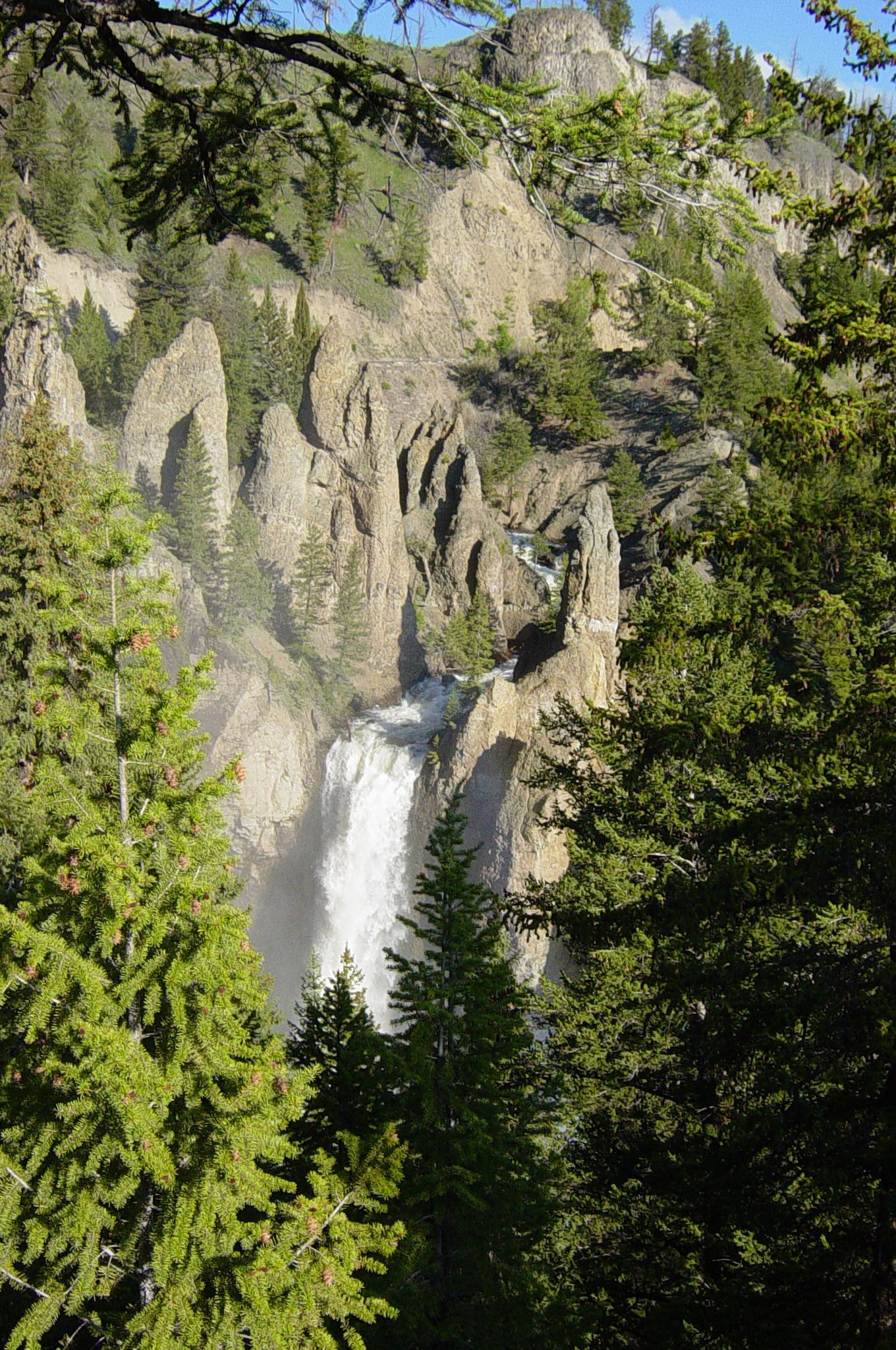
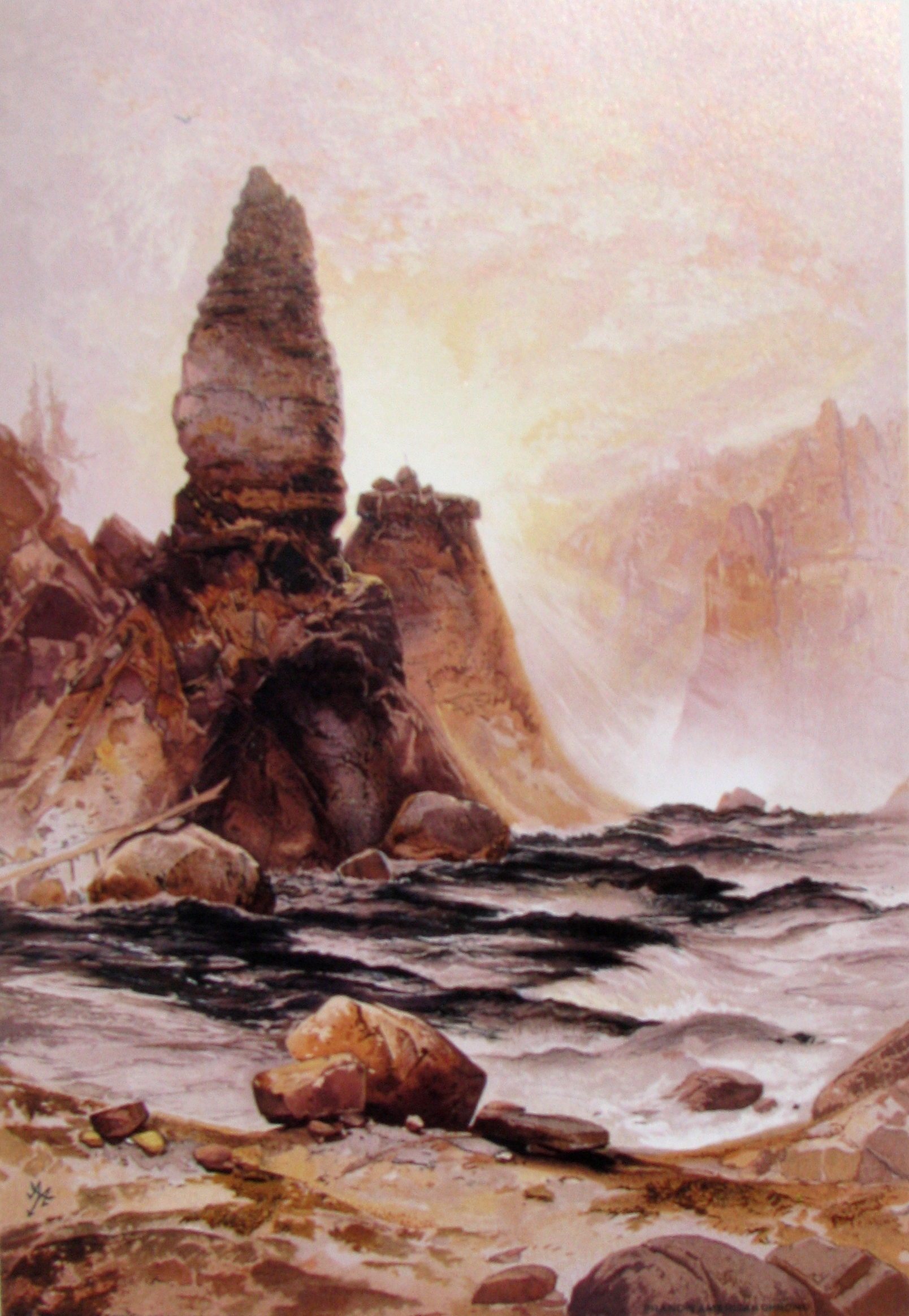